# Franz Maurer (Missionar)

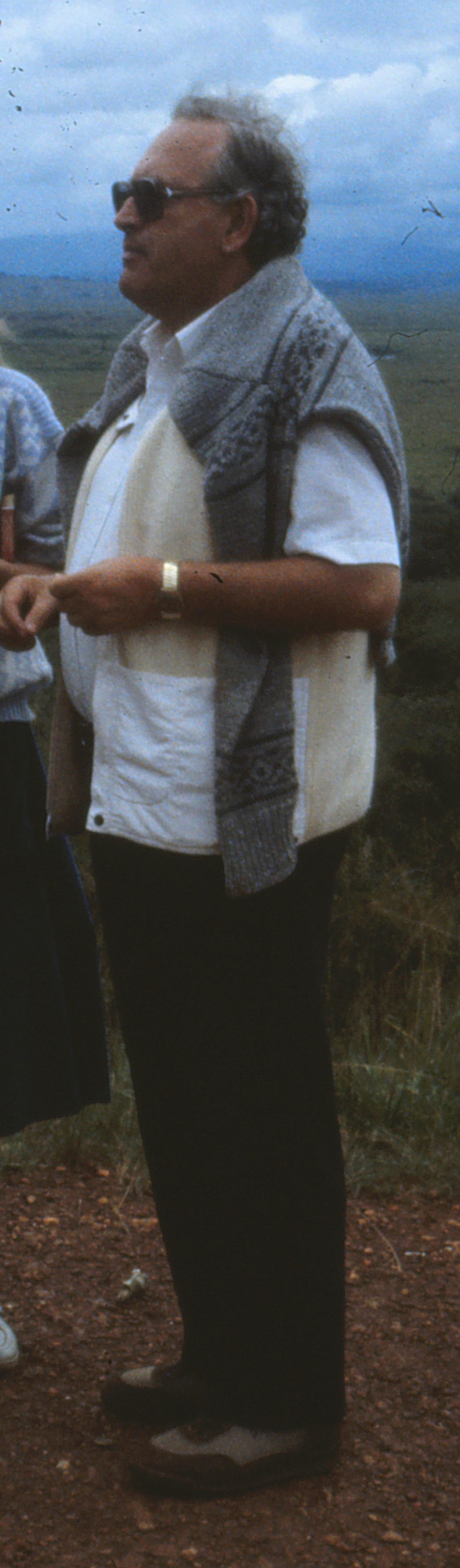
Pater Maurer in Rwanda, April 1986

Pater Franz Alois Maurer (* 16. April 1929 in Schiffweiler, Saarland; † 26. Juni 2005 in Dillingen, Saarland) war ein deutscher Missionar der Weißen Väter und Entwicklungshelfer.

## Jugend und Ausbildung
Franz Maurer wurde im April 1929 als erstes von acht Geschwistern in Schiffweiler/Saarland geboren. Sein Vater Alois Peter Maurer war Grubenschlosser, seine Mutter Maria Maurer, geb. Schöneberger, Hausfrau.
Von 1942 bis 1946 besuchte er die staatliche Oberschule in St. Wendel und kam von dort zu den Weißen Vätern nach Großkrotzenburg, wo er 1951 das Abitur machte. Nach dem Philosophiestudium in Trier ging er ins Noviziat im algerischen Maison Carrée und weiter zum Theologiestudium nach Thibar.
In Carthago legte er die Ewige Profess ab und wurde am 19. Oktober 1957 zum Priester geweiht. Im Jahr 1958 wurde er nach Ruanda entsandt. Vorher musste er erst noch ein Jahr in Belgien studieren, um von der belgischen Kolonialverwaltung die Erlaubnis zu erhalten, in der Diözese Ruhengeri Schulinspektor zu werden.

## Arbeit in Ruanda
Im Jahr 1959 kam er in Ruanda an und studierte in Rwasa die einheimische Sprache Kinyarwanda. Jahrzehntelang wohnte er dann im Bischofshaus in Ruhengeri und war die rechte Hand des Bischofs, den er auch oft auf seinen Europa-Reisen begleitete. Er übte gleichzeitig die verschiedensten Funktionen in der Diözese aus.
Als Schulinspektor initiierte er im Jahr 1962 den Bau des ersten Mädchengymnasiums in Ruanda. Er war Diözesanseelsorger für die Lehrer. Er betrieb eine Änderung des damaligen Schulsystems und plädierte für eine Orientierungsstufe, die nach dem achten Volksschuljahr eine Spezialisierung auf landwirtschaftliche und handwerkliche Lehrinhalte vorsah. Als Leiter des Diözesanen Caritasverbandes engagierte er sich mit rheinland-pfälzischer Unterstützung in der Entwicklungshilfe – so gilt er als „Gründungsvater“ des Project développement rural du nord (DERN) zur Verbesserung der Lebens- und Produktionsbedingungen im ländlichen Raum der Diözese, gründete verschiedene Kooperativen, um das Lebensniveau der Bauern zu heben, begann mit dem Kartoffelanbau und der vorher unbekannten Stallviehhaltung. Die dadurch mögliche Düngung der Felder half, die Ernteerträge zu steigern.
In der Pfarrei von Kampanga wirkte Pater Franz Maurer in der Pfarrarbeit mit. Die Einrichtung von Basisgemeinden hatte für ihn Priorität, weil er wusste, dass diese Glaubensgruppen der Mentalität der Bevölkerung besonders entsprachen.
Gesundheitsprobleme wie etwa Malaria waren seine ständigen Begleiter, die er aber bei der Arbeit ignorierte.

## Arbeit in Europa
Im Juni 1991 kehrte Franz Maurer nach Europa zurück. Er war Superior des Missionshauses in Hörstel und war intensiv am Aufbau des Afrika-Centers in Berlin beteiligt, das 1996 eröffnet werden konnte. Später war er noch für kurze Zeit in Axams/Österreich, bis dieses Haus geschlossen wurde. Bis zu seinem Tode war er im Kloster in Dillingen im Saarland. Außerdem hielt er Kontakt zu vielen runandesischen Gruppen in Belgien, Österreich und Deutschland und hatte Kontakt zur Vertretung der Landesregierung in Rheinland-Pfalz, das eine Partnerschaft zu Ruanda unterhält. Um Projekte zu unterstützen, bereiste er auch diese Länder, um Vorträge zu halten.
Am 26. Juni 2005 starb er in Dillingen/Saarland im Alter von 76 Jahren. Am Freitag, dem 1. Juli 2005, wurde er in seiner Heimat Schiffweiler unter Anteilnahme einiger Exilruandesen beerdigt.

## Auszeichnungen
- In Anerkennung der um Volk und Staat erworbenen besonderen Verdienste verlieh ihm 1989 der Bundespräsident das Verdienstkreuz am Bande der Bundesrepublik Deutschland.
- 1988 Verdienstorden der Republik Ruanda

## Stationen
- 4. September 1959: Vikar in Rwaza, D.Kabgay, Ruanda
- 1. Juli 1964: Schulinspektor in Ruhengeri, Ruanda
- 1. März 1965: Rwaza, Ruanda
- 1. September 1965: Fondation Muyanza, Diözese Ruhengeri, Ruanda
- 1. Mai 1968: Superior in Muyanza, Ruanda
- 18. Mai 1971: Resp.:C.D.D. Ruhengeri, Evêché, Ruanda
- 25. Mai 1988: Verleihung des Ordre Nat./Paix (Ruanda)
- 3. Oktober 1989: Verleihung des Bundesverdienstkreuzes am Bande
- 20. Juni 1991: Berufung nach Trier, Deutschland
- 1. Juni 1992: Superior in Hörstel, Deutschland
- 22. Juni 1994: Superior des Afrikazentrums in Berlin, Deutschland
- 1. Juli 1997: Berufung nach Axams, Österreich
- 1. November 1998: Berufung nach Dillingen, Saarland

## Sonstiges
- Sein Wahlspruch war: „Freut euch und jubelt: Euer Lohn im Himmel wird groß sein.“ (Mt. 5,12)
- In Belgien existiert eine Pater Maurer Stiftung, die Kindern und Jugendlichen in Ruanda eine Ausbildung finanziert (in Ruanda müssen Schüler beispielsweise Schulgeld bezahlen).